# لاك والكر (كيبك)
لاك والكر (بالإنجليزية: Lac-Walker, Quebec)‏ هي منطقة غير المنظمة في كيبيك تقع في كندا في Sept-Rivières Regional County Municipality. يقدر عدد سكانها بـ 102 نسمة ومساحتها 18,648.10 كم2 .